# Goma-laca

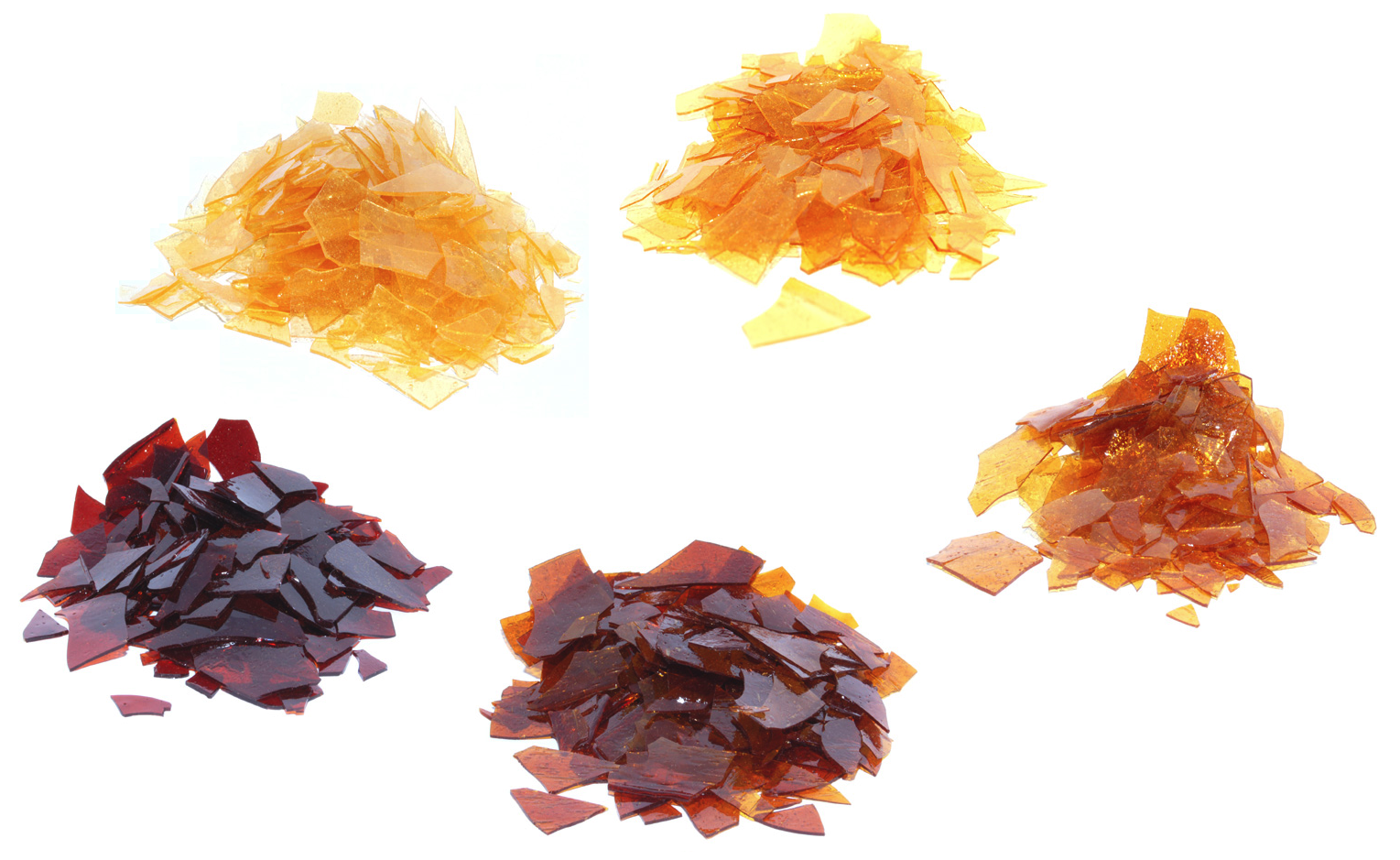
Laca antes de diluir.

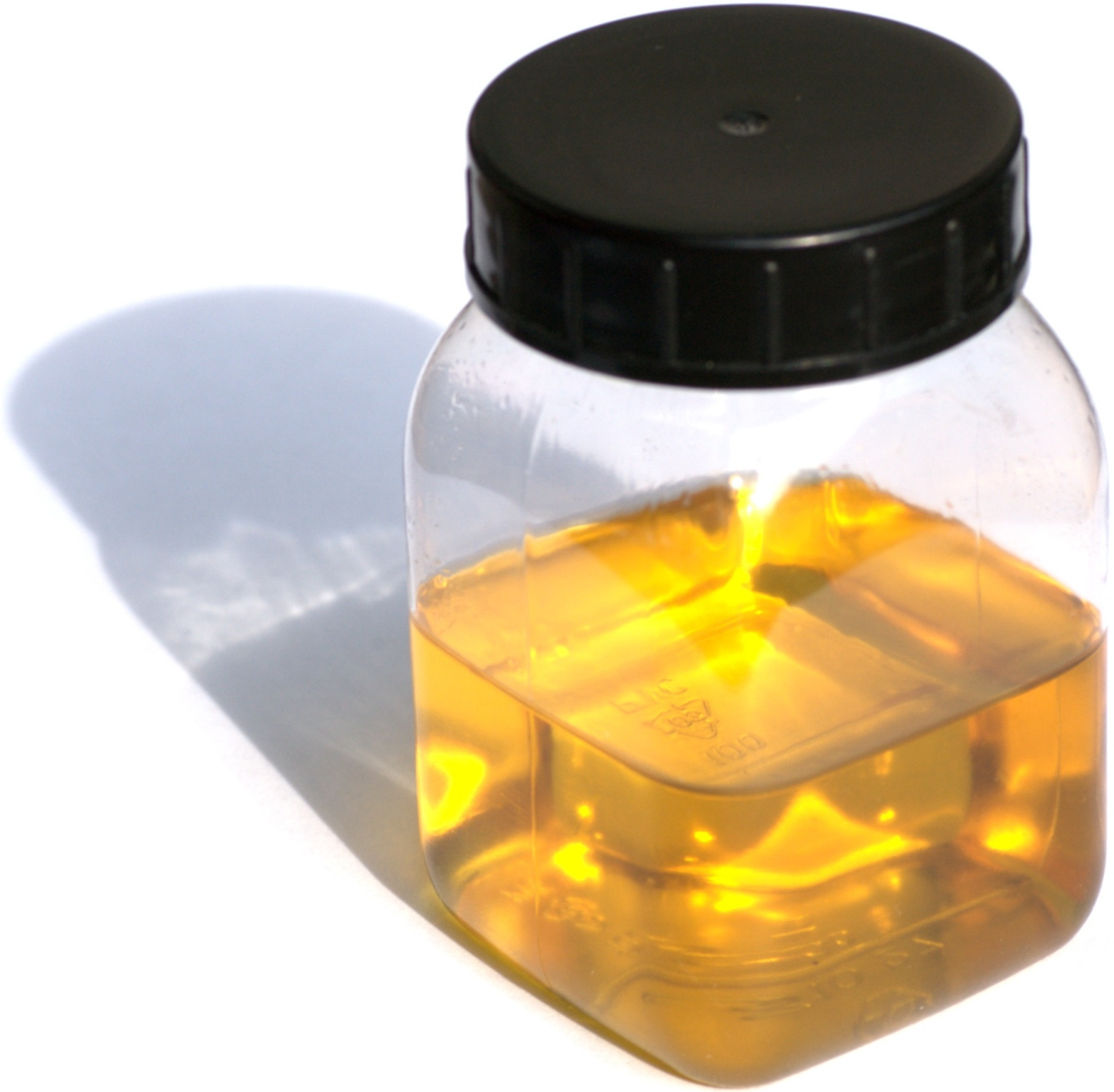
Goma-laca em forma líquida.

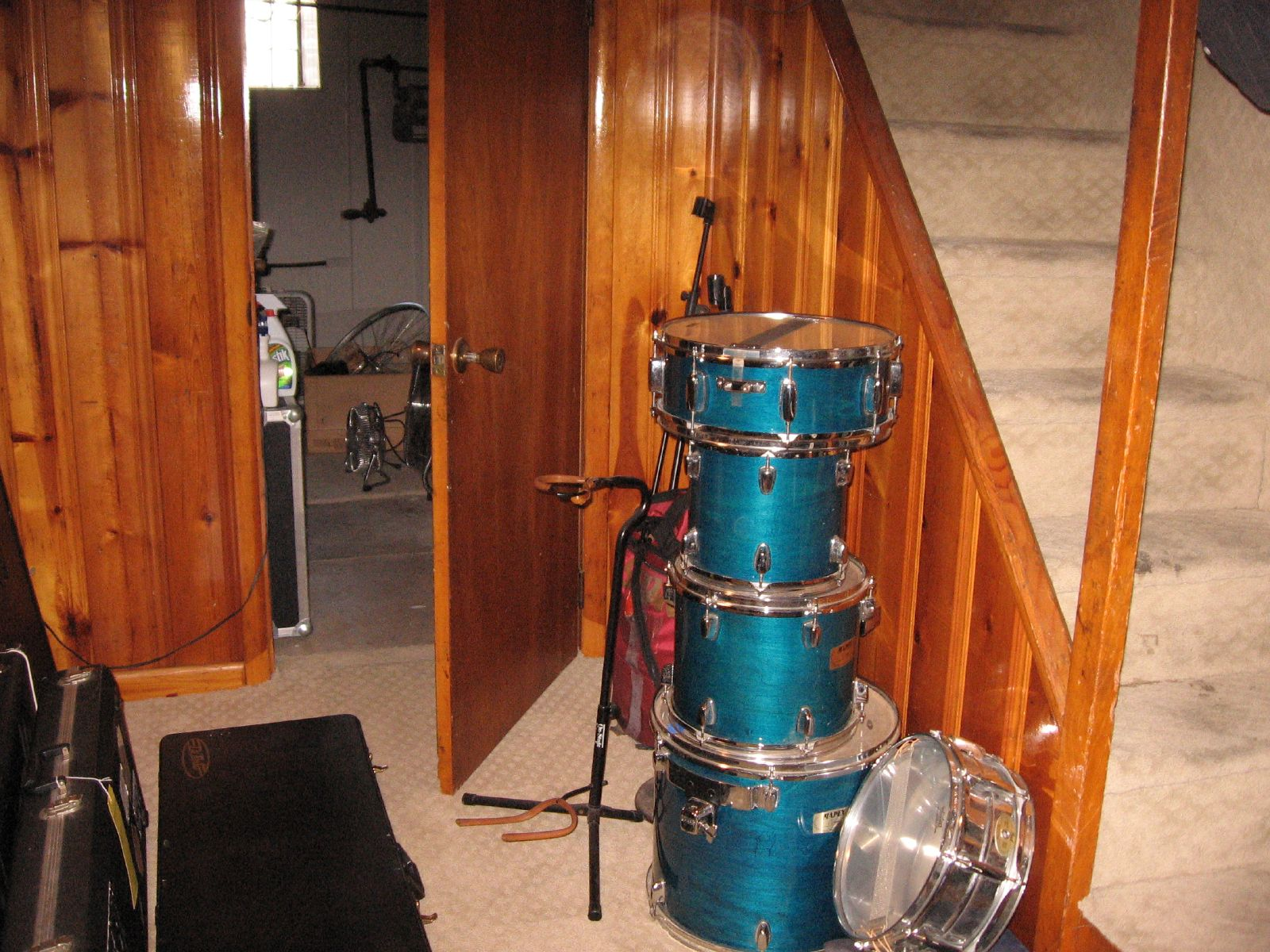
Revestimento de madeira envernizado com goma-laca.

Goma-laca é uma resina secretada pelo inseto Kerria lacca, encontrado nas florestas da Índia e Tailândia. O material bruto é refinado em diversos graus para diferentes propósitos. As duas melhores variedades disponíveis no mercado são a goma-laca laranja, que nos chega em forma de flocos laranja-marrom finos e translúcidos e a goma-laca branca ou alvejada. Tanto a goma-laca branca quanto a laranja são solúveis no álcool.

## Utilidade
Como verniz, a goma laca seca rapidamente, formando uma película dura, forte e flexível, sendo útil para envernizar pisos e móveis. Se aplicada com pincel, a superfície apresenta um acabamento ligeiramente áspero. A goma-laca não é muito utilizada na pintura permanente devido à sua tendência para escurecer com o tempo. Entretanto, quando é diluída com álcool puro até formar uma solução extremamente fina, seu amarelecimento não é significativo. Pode ser utilizada para impermeabilizar superfícies porosas e como camada isolante entre películas de tinta em certas técnicas (sobretudo na pintura à têmpera); é também vendida como fixativo barato para desenhos a carvão e outros tipos de desenhos. Sua total insolubilidade nas essências minerais e na essência de terebintina torna-a valiosa como camada isolante na pintura comum decorativa ou de paredes. A goma-laca que foi diluída por diversas vezes perde as suas propriedades de secagem quando guardada, portanto é melhor não ser conservada nessas condições.
É também utilizada com muita frequência no envernizamento de instrumentos musicais uma vez que lhes proporcionam uma sonoridade melhor do que se fosse finalizados com outro substituto sintético. É usada com alguma frequência no reparo de canetas tinteiro, como adesivo de vedação do sistema de alimentação de tinta. Também foi utilizada na fabricação de discos de músicas, sendo substituída mais tarde pelo vinil.